# Addebito diretto
L'addebito diretto, o domiciliazione bancaria, è un'operazione finanziaria basata su un'autorizzazione continuativa conferita dal debitore alla propria banca di accettare gli ordini di addebito provenienti da un determinato creditore. È utilizzato solitamente per pagamenti ricorrenti, come quelli delle carte di credito o delle bollette.
In Italia il servizio era indicato come RID, rapporto interbancario diretto, fino al 1º febbraio 2014, quando è stato sostituito da un analogo europeo denominato SDD, SEPA Direct Debit, che ha il vantaggio di estendere la zona di incassi a tutta l'Area unica dei pagamenti in euro (SEPA), standardizzando tutte le procedure tecniche di trasferimento di denaro tra i paesi aderenti.

## Funzionamento
Per formalizzare l'autorizzazione all'addebito e quindi creare la delega RID sul proprio conto corrente o sulla propria carta di credito, il debitore può, a seconda della modalità di adesione all'AEA da parte del creditore, o rivolgersi alla propria banca oppure sottoscrivere il modulo RID presso il creditore, che provvederà, assumendosi le proprie responsabilità (raccolta della firma del debitore) a trasmettere la richiesta di autorizzazione all'addebito. Tale richiesta, se accettata dalla banca, consentirà al creditore di dare l'avvio alla spedizione degli addebiti.
In alcuni casi il RID è funzionale al regolamento (addebito) di altri tipi di servizi della stessa banca del debitore e quindi non può essere revocato senza che venga estinto anche il servizio per il quale è stato predisposto.

### Tipologia
Fino al 4 luglio 2010 esistevano tre tipi di RID:
- RID commerciale
- RID utenze
- RID veloce

Dal 5 luglio 2010 ci sono solo due tipi di RID:
- RID ordinario (accorpamento di RID commerciale e RID utenze)
- RID veloce

### Telepass
Per esempio, il Telepass, per il quale la banca non ha facoltà di trasmettere l'insoluto a Telepass anche se non sono disponibili i fondi sul conto corrente, non è possibile revocare il RID senza prima aver estinto il servizio di pagamento dei pedaggi autostradali. La banca assume, in situazioni come quella del Telepass, il rischio di credito. Se il debitore non paga è la banca che ci rimette. In questo caso la banca è quindi collocatrice del servizio del Telepass (vende tale servizio e incassa una commissione riconosciuta da Società Autostrade).

### Carta di credito
Tutto cambia se i pagamenti automatici, anziché su conto corrente, vengono appoggiati su carta di credito. Sarà necessario revocare il servizio tramite il creditore, con la conseguenza che un eventuale addebito errato dovrà essere pagato e solo successivamente contestato. In prima istanza l'esito della contestazione dipenderà dal creditore che confermerà o meno l'addebito. In caso di esito negativo potrebbe essere necessaria un'azione legale. Molto importante è precisare che l'estinzione della carta non è un'azione risolutiva per porre fine a qualsiasi utilizzo da parte di creditori; alcune società sono in grado di eseguire addebiti anche su carte estinte.
Resta possibile il ritiro dell'autorizzazione RID prima di un addebito al fine di interromperne il pagamento.

## Caratteristiche
Per il debitore:
- È conveniente sotto il profilo economico, poiché elimina l'uso delle ricevute e consente, rispetto ad altri sistemi di pagamento, di risparmiare le imposte di bollo, ed è abbastanza sicuro perché il buon fine dell'operazione è favorito dall'esistenza di una delega permanente conferita dal debitore alla propria banca (direttamente o per il tramite del soggetto creditore per mezzo della procedura interbancaria AEA - Allineamento Elettronico Archivi).
- È comodo e accessibile, dato che consente per esempio di effettuare i pagamenti delle utenze senza doversi recare materialmente presso l'ufficio postale o presso la banca.

Per il creditore presenta il vantaggio che il ritorno di eventuali insoluti è piuttosto tempestivo.

### Pagamento e storno
I RID alla scadenza, in presenza di fondi sul conto, vengono sempre pagati dagli istituti di credito anche in presenza di eventuali contestazioni successive alla scadenza, a meno che non si sia revocata precedentemente l'autorizzazione alla banca stessa, per un determinato pagamento non ancora scaduto (sospensione della delega) oppure per tutti i pagamenti a venire (revoca della delega). Nel caso in cui il debitore goda della "facoltà di storno", ha la possibilità di contestare l'addebito fino a 5 giorni dopo la scadenza. Tale facoltà deve essere espressamente riconosciuta al debitore da parte del creditore, al momento della creazione dell'autorizzazione all'addebito (delega).
Dal 5 luglio 2010, in seguito al recepimento della direttiva europea in materia di pagamenti (PSD, Payment Services Directive) per tutti gli utenti classificati come "consumatori", ossia le persone fisiche che non hanno un conto corrente per finalità professionali, la facoltà di storno è estesa dai 5 giorni lavorativi a 8 settimane.

## Il SEPA Direct Debit (SDD)
Il SEPA Direct Debit, conosciuto anche mediante l'acronimo SDD, è il nuovo strumento per l'addebito diretto introdotto nel 2014 all'interno dell'Area unica dei pagamenti in euro (SEPA).
I servizi a valere sugli Schemi di addebito diretto SEPA sono offerti ai clienti delle banche europee dal 1º novembre 2009. Gli addebiti diretti SEPA sono strumenti di base che consentono a un creditore di disporre tramite la propria banca l'addebito del conto di un debitore (presso la stessa banca o presso una banca diversa), sulla base di un mandato sottoscritto dal cliente debitore in via preliminare rispetto all'avvio delle operazioni e rilasciato al creditore stesso. Può riguardare una serie di operazioni o una singola. Lo European Payments Council ha previsto due distinti Schemi di addebito diretto, uno "core" pensato per i rapporti fra impresa creditrice e consumatore pagatore (B2C), sebbene utilizzabile anche da pagatori imprese, e uno tagliato sulle esigenze esclusive dei rapporti fra impresa e impresa (B2B). Gli strumenti paneuropei che inizialmente dovevano andare gradualmente a sostituire nei paesi SEPA i corrispondenti strumenti nazionali (in Italia ha sostituito il cosiddetto RID), sono diventati obbligatori ed esclusivi dal 1º febbraio 2014 per effetto del Regolamento europeo n. 260/2012. Da tale data la "domiciliazione pagamenti-RID" è stata definitivamente sostituita dal servizio SDD con caratteristiche comuni all'interno di tutti i Paesi SEPA.
Per i cosiddetti "prodotti di nicchia" (per l'Italia si tratta del RID a importo fisso e RID finanziario) l'obbligo di migrazione è decorso dal 1º febbraio 2016. Alcuni servizi di pagamento sono tuttavia esclusi dall'applicazione del Regolamento: per il mercato italiano sono prevalentemente MAV, RAV e RIBA.
Con il passaggio dei sistemi di pagamento al SDD, il CRO (Codice Riferimento Operazione) è stato sostituito dal TRN (Transaction Reference Number) che identifica il bonifico e la transazione.

### Il mandato nella procedura SDD
Nello schema di SEPA Direct Debit (SDD) il mandato è il contratto con il quale il debitore fornisce due distinte autorizzazioni. Autorizza il creditore a disporre uno o una serie di addebiti a valere sul proprio conto. Autorizza altresì la propria banca ad addebitare il conto in base alle suddette istruzioni fatte pervenire tramite il creditore. Può assumere la forma cartacea oppure essere sottoscritto e rilasciato elettronicamente (e-mandate).
Nel SDD non figura mai l'importo dell'operazione, sia nel caso l'autorizzazione sia riferita a una singola operazione sia nel caso di una serie. Le informazioni di base in esso contenute sono il codice IBAN del conto corrente da addebitare e il codice BIC della banca presso cui il conto è detenuto, il nome del Debitore sottoscrittore, il codice identificativo del Creditore, il nome del creditore e altre informazioni di contorno. Con riferimento al BIC vale quanto detto sopra per il bonifico, cioè il Regolamento n. 260/2012 ha previsto l'obbligo per la Banca di ricavare il BIC della banca del pagatore a cui è indirizzato l'addebito, traducendolo dai codici nazionali di banca e sportello contenuti nell'IBAN del conto che il creditore sta chiedendo di addebitare.
Nella procedura SDD, il mandato, sottoscritto dal Debitore, deve essere sempre rilasciato al Creditore, che ha il compito di conservarlo quale prova del consenso fornito dal Debitore alle operazioni in caso di eventuali contestazioni. Gli schemi prevedono inoltre che la cancellazione del mandato ovvero qualsiasi modifica ai suoi elementi (es. variazione del conto di addebito) debba essere concordata tra Creditore e Debitore, nel secondo caso con evidenze da conservare per il Creditore sempre in caso di eventuali contestazioni.

### I diritti del debitore nello schemacore
La maggior tutela a garanzia del debitore nello schema di addebito diretto SEPA core è rappresentata dal diritto di rimborso per operazioni autorizzate, esercitabile entro 8 settimane dalla data dell'addebito. Il diritto di rimborso è basato sulla logica anglossassone del "no asked question based": le banche non sono tenute a chiedere il perché della richiesta di rimborso avanzata dal debitore, bensì solo a eseguirla. In altre parole, nonostante la sottoscrizione del mandato autorizzativo, il debitore può arbitrariamente esercitare il diritto di rimborso, assumendosene tuttavia le responsabilità. Questo significa che le banche sono impegnate dallo schema a riaccreditare senza indugio le somme prelevate dal conto del debitore, a prescindere dalla validità giuridica dell'obbligazione. A livello interbancario il diritto di rimborso del Debitore sino a 8 settimane successive alla data di addebito si traduce in una garanzia fornita dalla banca del creditore alla banca del debitore: quest'ultima infatti ha la possibilità di recuperare dalla banca del creditore i fondi trasferiti a fronte di richiesta del suo cliente per tutta la durata del diritto.